# Dumsiai

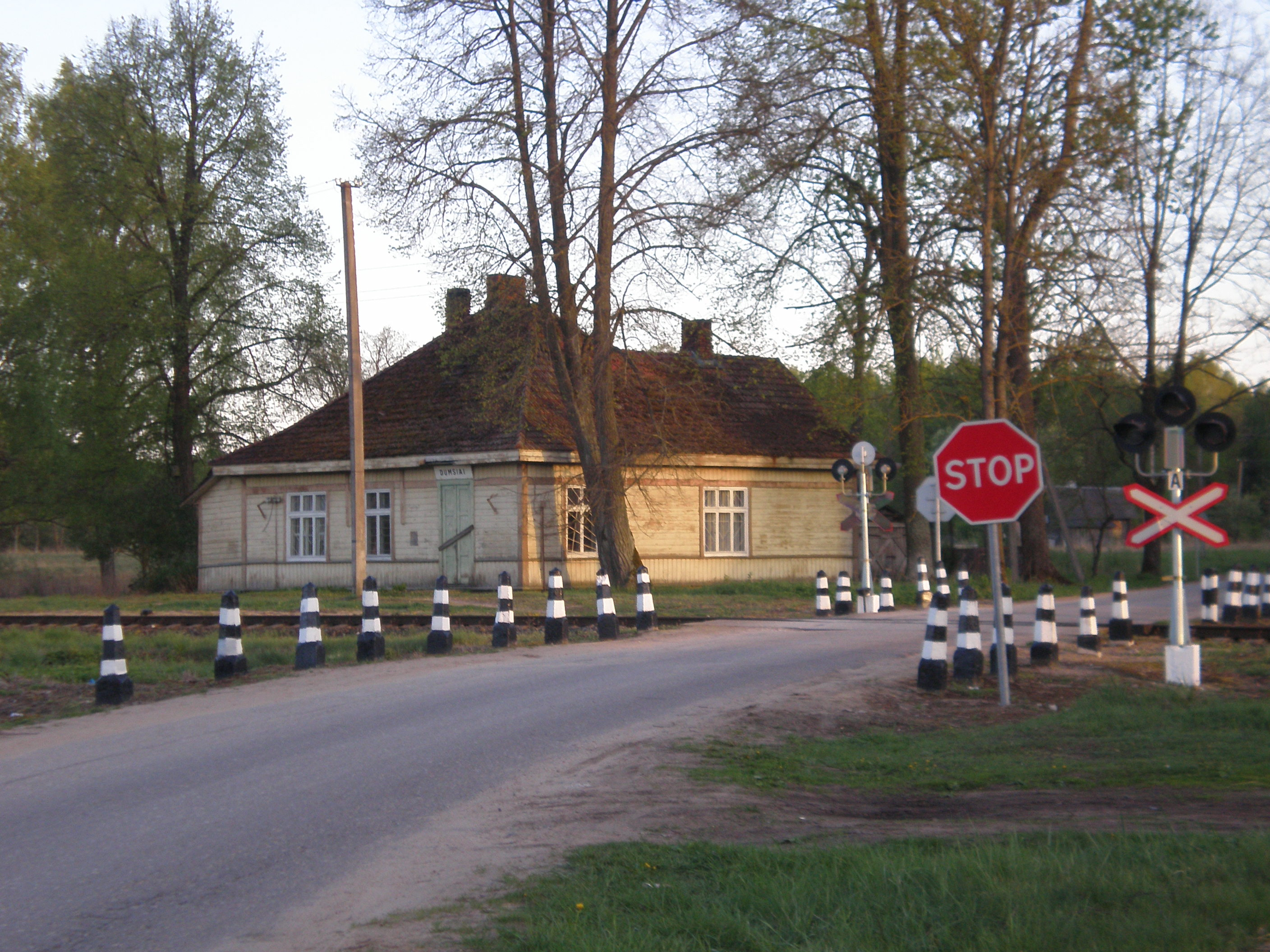
Bahnhof Dumsiai

Dumsiai ist ein Dorf in der Rajongemeinde Jonava, südlich von Jonava, 30 km von Kaunas. 2011 gab es 18 Einwohner. Dumsiai war das Zentrum von Amtsbezirk Dumsiai (jetzt Šveicarija,  5 km von Dumsiai). In der Nähe des Dorfes (nach Westen) ist ein Bahnhof, Richtung Jonava-Kaunas (zwischen Kalnėnai und Gaižiūnai). Es ist das Zentrum der  Revierförsterei Dumsiai im Forstamt Jonava. Sie grenzt sich an Forstamt Kaišiadorys. Es gibt Wald Dumsiai.